# Viện hàn lâm Khoa học quốc gia Gruzia

Georgian Academy of Sciences, Tbilisi

Viện hàn lâm Khoa học quốc gia Gruzia (tiếng Gruzia: საქართველოს მეცნიერებათა ეროვნული აკადემია, Sakartvelos Mecnierebata Erovnuli Akademia) là viện khoa học chủ yếu của Gruzia. Từ khi thành lập cho tới tháng 11 năm 1990 Viện được đặt tên là Viện hàn lâm Khoa học Cộng hòa Xã hội chủ nghĩa Xô viết Gruzia. Viện có nhiệm vụ điều phối việc nghiên cứu khoa học ở Gruzia và phát triển quan hệ với các viện hàn lâm cùng trung tâm khoa học của các nước ngoài. Từ tháng 11 năm 1990, viện đổi tên thành "Viện hàn lâm Khoa học quốc gia Gruzia" như hiện nay.

## Lịch sử
Viện hàn lâm Khoa học quốc gia Gruzia được thành lập trong tháng 2 năm 1941 ở thành phố Tbilisi. Những người sáng lập là các viện sĩ Giorgi Akhvlediani (Ngôn ngữ học), Ivane Beritashvili (Sinh lý học), Arnold Chikobava (Ngôn ngữ Ibero-Caucase), Giorgi Chubinashvili (Nghệ thuật), Simon Janashia (Lịch sử), Alexandre Janelidze (Địa chất học), Korneli Kekelidze (Ngữ văn học), Niko Ketskhoveli (Thực vật học), Tarasi Kvaratskhelia (Văn hóa vùng cận nhiệt đới), Niko Muskhelishvili (Toán học, Cơ học; chủ tịch đầu tiên của Viện), Ilia Vekua (Toán học; chủ tịch thứ hai của Viện), Akaki Shanidze (Ngôn ngữ học), Alexander Tvalchrelidze (Khoáng vật học), Dimitri Uznadze (Tâm lý học), Kiriak Zavriev (Cơ học xây dựng) và Philip Zaitsev (Động vật học).
Những viện sĩ nổi tiếng khác của Viện gồm Ekvtime Takaishvili (Sử học), Shalva Nutsubidze (Triết học), Giorgi Tsereteli (Đông phương học), Simon Kaukhchishvili (Ngữ văn học cổ điển), Konstantine Gamsakhurdia (Văn học), Giorgi Melikishvili (Sử học), Nikoloz Berdzenishvili (Sử học), Revaz Dogonadze (Vật lý học), Malkhaz Abdushelishvili (Nhân loại học), Guram Mchedlidze (Cổ sinh học), và Levan Chilashvili (Khảo cổ học)…

## Các viện sĩ hiện nay
Ngày nay, Viện có những viện sĩ nổi tiếng như Tamaz Gamkrelidze (Ngôn ngữ học), David Muskhelishvili (Sử học), Revaz Gamkrelidze (Toán học), Simon Khechinashvili (Y học), George Nakhutsrishvili (Thực vật học), Vladimer Papava (Kinh tế học), David Lordkipanidze (Cổ nhân loại học), vv...

## Các chủ tịch viện
- Niko Muskhelishvili (1941-1972)
- Ilia Vekua (1972-1977)
- Evgeni Kharadze (1977-1986)
- Albert Tavkhelidze (1986-2005).
- Tamaz Gamkrelidze tháng 2/2005 - tới nay

## Các ban ngành chuyên môn
- Toán học
- Vật lý học
- Khoa học Trái đất
- Cơ học ứng dụng
- Khoa học kỹ thuật (Engineering)
- Hóa học & Công nghệ hóa học
- Sinh học
- Sinh lý học & Y học thực nghiệm
- Khoa học Nông nghiệp
  - Vườn thực vật Tbilisi
  - Vườn thực vật Batumi
- Khoa học xã hội
- Ngôn ngữ học
- Văn học